# Курт Русс
Курт Русс (нім. Kurt Russ, нар. 23 листопада 1964, Лангенванг) — австрійський футболіст, захисник. По завершенні ігрової кар'єри — тренер. Виступав за національну збірну Австрії, у складі якої був учасником чемпіонату світу 1990 року.

## Клубна кар'єра
У дорослому футболі дебютував 1982 року виступами за команду «Капфенберг», в якій провів шість сезонів у другому та третьому дивізіоні Австрії, а на початку 1988 року перейшов до вищолігового клубу «Ферст Вієнна», провівши там наступні 2.5 сезони.
Своєю грою за останню команду привернув увагу представників тренерського штабу клубу «Сваровскі-Тіроль», після чого команда з Інсбрука була об'єднана з «Ваккером», де Русс і провів сезон 1992/93, вигравши Кубок Австрії. Втім далі і ця команда припинила існування, а на її основі 1993 року виник клуб «Тіроль», де Русс провів ще один сезон.
З 1994 по 1998 рік Русс грав у складі ЛАСКа (Лінц), який став його останньою командою на професіональній арені. Надалі виступав за низку аматорських команд.

## Виступи за збірну
27 квітня 1988 року дебютував в офіційних матчах у складі національної збірної Австрії в товариській грі проти збірної Данії (1:0).
У складі збірної був учасником чемпіонату світу 1990 року в Італії, зігравши у 2 іграх — з Італією (0:1) та Чехословаччиною (0:1), а австрійці не змогли вийти з групи.
Останнім матчем Русса у майці національної команди стала гра у рамках кваліфікації на Євро-1992 проти датчан 5 червня 1991 року.

## Кар'єра тренера

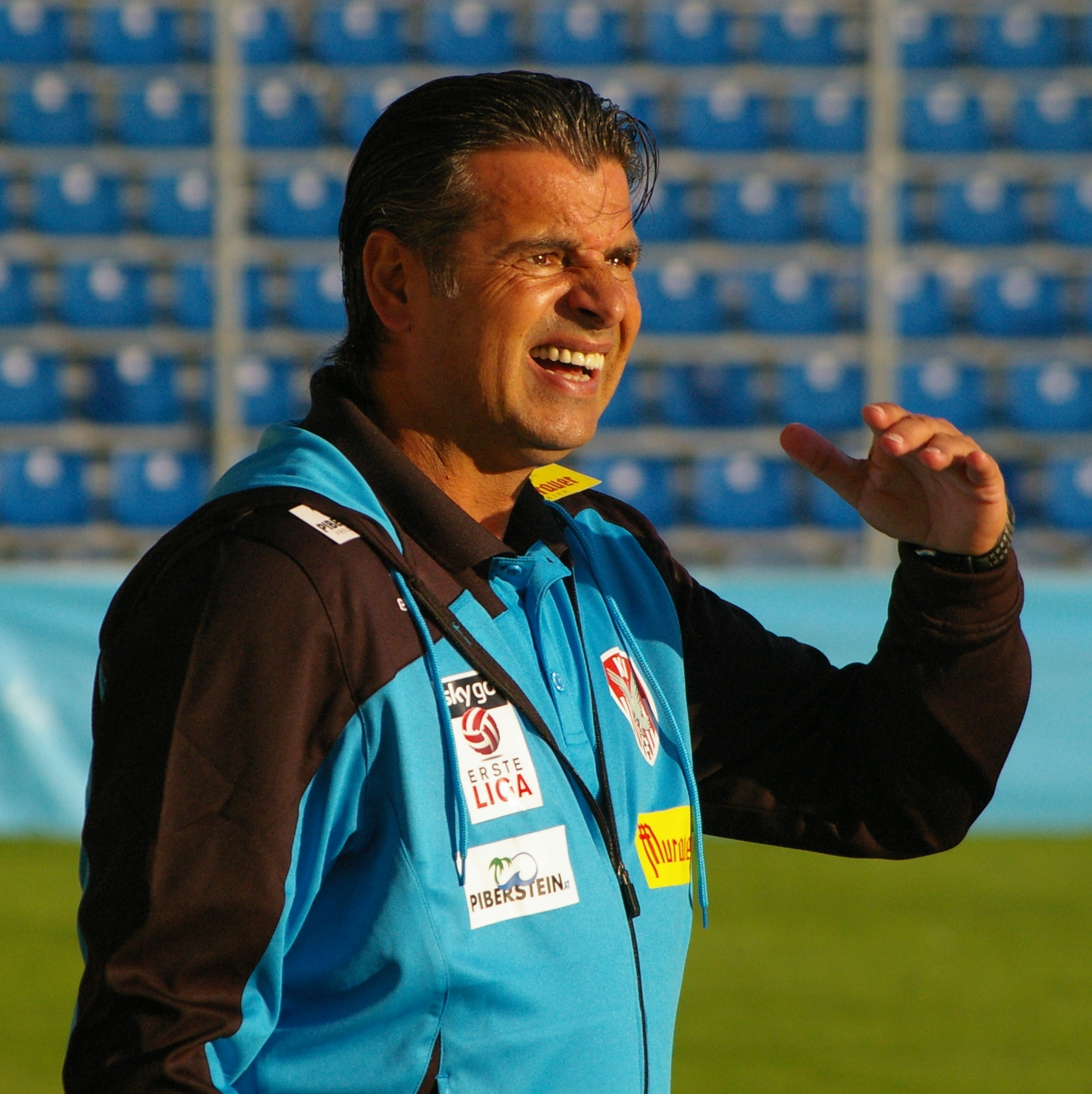
Курт Русс під час роботи з «Капфенбергом». 2014 рік.

Розпочав тренерську кар'єру 1999 року, увійшовши до тренерського штабу Маринко Колянина у клубі ЛАСК (Лінц), де працював до грудня 2000 року. Згодом з березня 2007 року знову працював у клубі, цього разу помічником юнацької команди до 17 років.
З літа 2007 року до березня 2008 року був головним тренером клубу «Форвартс-Штайр», після чого повернувся в ЛАСК і очолив команду до 19 років.
У червні 2008 року потрапив до структури «Капфенберга», де тривалий час працював з резервною та молодіжними командами, але в грудні 2012 року був призначений помічником Клауса Шмідта у першій команді. Після уходу Шмідта влітку 2013 року Русс став головним тренером першої команди, з якою працював у другому дивізіоні до літа 2016 року, після чого вирішив не продовжувати угоду з клубом.
Перед сезоном 2016/17 став помічником Івиці Вастича у клубі Бундесліги «Маттерсбург», а після звільнення Вастича залишився у штабі його наступника Геральда Баумгартнера.
У липні 2018 року Русс повернувся у «Капфенберг», з яким ще два сезони попрацював у другому дивізіоні.
В липні 2020 року став асистентом Маркуса Шоппа в клубі Бундесліги «Гартберг», а після уходу Шоппа до Англії влітку 2021 року Русс став новим головним тренером «Гартберга» на сезон 2021/22, дебютувавши таким чином як головний тренер у вищому дивізіоні.

## Титули і досягнення
- Володар Кубка Австрії (1):

«Ваккер» (Інсбрук): 1992/93